# Nenad Vučković
Nenad Vučković (ur. 23 sierpnia 1980 roku w Puli), urodzony w Chorwacji, piłkarz ręczny reprezentant Serbii. Gra na pozycji rozgrywającego. Obecnie występuje w Bundeslidze, w drużynie MT Melsungen.

## Sukcesy
- wicemistrzostwo Francji: 2006, 2007, 2008